# Caserna d'Intxaurrondo
La Caserna d'Intxaurrondo, seu de la Comandància de la Guàrdia Civil de Guipúscoa, és un complex policial de la Guàrdia Civil situat als afores de la ciutat de Sant Sebastià, al País Basc. Deu el seu nom al barri d'Intxaurrondo, on està situat.
Durant gran part del s.XX es va convertir en el centre de la lluita antiterrorista del govern espanyol contra l'organització terrorista ETA, la qual cosa va suposar que 100 dels guàrdies allí destinats fossin assassinats per la banda. La majoria de les grans operacions de la policia espanyola contra ETA van ser planificades i organitzades des de la caserna d'Intxaurrondo: les forces de seguretat van aconseguir desactivar 278 comandos i detenir 1550 membres d'ETA, 437 d'ells a càrrec d'agents de la caserna.
Algunes de les pràctiques desenvolupades en l'aquarterament van ser denunciades com a tortures contra persones detingudes per la seva vinculació a l'organització terrorista, sent provades en algunes sentències que van tenir com a màxima expressió la condemna al seu màxim responsable, el general Enrique Rodríguez Galindo, condemnat a 71 anys de presó pel cas Lasa i Zabala.

## Història

### Inicis
El projecte de construcció d'un nou emplaçament per a la Guàrdia Civil a Sant Sebastià es va gestar a finals dels anys 1970. Davant la dificultat per obtenir llicències per a la seva edificació, el govern d'UCD va optar per la compra d'un grup d'habitatges i el terreny limítrof al barri d'Intxaurrondo, al costat de l'autovia del Cantàbric. Ja durant les obres de construcció dels edificis administratius, l'organització terrorista ETA va planificar destruir mitjançant una explosió les seves obres, acte pel qual va ser detingut el membre d'ETA político-militar Mikel Amilibia. El diputat Juan María Bandrés va denunciar que el detingut (que va ser posat en llibertat per falta de proves) havia sofert maltractaments per part de la Guàrdia Civil. La 513a Comandància de la Guàrdia Civil de Guipúscoa va ser traslladada allí.
Posat en servei al 1980, al principi el complex es trobava enmig del camp, ja que encara no s'havia produït l'expansió del barri. Els inicis en la caserna van coincidir amb els anys de plom, l'època en què ETA va cometre la major i més brutal quantitat d'atemptats de la seva història. Intxaurrondo es va convertir en el principal centre d'operacions en la lluita contra l'organització. Els guàrdies civils destinats a l'aquarterament rebien un plus en el seu sou pel risc d'atemptats i la suposada pressió soferta per part del món abertzale. Amb els anys, les seves mesures de seguretat van ser fortament reforçades: el seu entorn va ser barrat, es van aixecar blindatges en el seu sòlid tancament i els accessos van ser fortament custodiats amb agents i càmeres de seguretat. En alguns àmbits va rebre el sobrenom de Fort Apatxe.
El 1984, Amnistia Internacional va fer les seves dues primeres denúncies sobre tortures sofertes per dos detinguts en la caserna. El ministre d'Interior, José Barrionuevo, va afirmar que les denúncies eren falses i va sol·licitar la presència d'observadors en els interrogatoris. Aquest any Intxaurrondo albergava 700 guàrdies civils, 250 dels quals residien amb les seves famílies en quatre blocs de pisos a l'interior del complex. La majoria dels agents feien vida dins de la caserna, que disposava d'instal·lacions esportives, economat, perruqueria i bar.

### Lluita antiterrorista
El màxim responsable era Enrique Rodríguez Galindo, que es va incorporar com a comandant l'any 1980 procedent de Cadis. El 1986, es va planificar des d'Intxaurrondo la primera operació antiterrorista conjunta franco-espanyola de la història, l'Operació Sokoa, que va suposar el descobriment de l'arsenal d'armes que la banda amagava en una nau industrial a Hendaia (Iparralde), en un operatiu que va comptar amb la col·laboració de la CIA. Els èxits en la lluita contra ETA de la Comandància van incloure la detenció directa o indirecta dels capitosts de la banda (Francisco Mujika Garmendia, José Luis Álvarez Santacristina i Joseba Arregi Erostarbe en 1992); Mikel Antza, i Soledad Iparragirre (2004); Garikoitz Aspiazu, Aitzol Iriondo i Francisco Javier López Peña (2008) i Mikel Karrera Sarobe l'any 2010.
Així mateix, els seus membres van participar al 1997 en l'alliberament de José Antonio Ortega Lara en una operació duta a terme al comandament del capità Manuel Sánchez Corbí i que va fructificar en la troballa d'un <i>zulo</i> en una nau industrial de Mondragón on el funcionari de presons portava 532 dies segrestat. Van participar també en l'operatiu de cerca del regidor d'Ermua Miguel Ángel Blanco, que va ser segrestat i assassinat per ETA el 13 de juliol de 1997.
Al 2009 la caserna va patir una reforma amb la incorporació d'unes noves instal·lacions, inaugurades pel ministre de l'Interior Alfredo Pérez Rubalcaba, que incloïen un complex compost per tres edificis: un d'usos administratius, un altre com a residència de transeünts i un tercer com a aquarterament per al Grup d'Acció Ràpida (GAR).
Intxaurrondo va albergar el gruix d'efectius encarregats de la lluita contra ETA. En la seva època de màxima capacitat, la caserna va arribar a acollir 2000 guàrdies civils. Entre 1980 i 2000 va ser objecte de sis atemptats amb granades, i 100 dels seus membres van ser assassinats en diferents operacions i atemptats. Les forces de seguretat van aconseguir desactivar 278 comandos i detenir 1550 membres d'ETA, 437 d'ells a càrrec d'agents de la caserna. Els comandaments de l'aquarterament inclouen noms com els d'Antonio Tejero, Enrique Rodríguez Galindo, Ángel Vaquer, Manuel Sánchez Corbí i Francisco Vázquez. El cap de la unitat, des de 2017, és el coronel Antonio Campos Vivancos.

## Denúncies

### Tortures
Segons declaracions de detinguts, les tortures van ser una pràctica habitual a Intxaurrondo durant els anys d'activitat d'ETA. L'Institut Basc de Criminologia ha investigat entre 4000 i 5000 casos de tortura al País Basc entre 1960 i 2013 segons Francisco Etxeberria, director de la institució. El periodista Martxelo Otamendi, director del mitjà abertzale Euskaldunon Egunkaria que va ser clausurat per ordre judicial l'any 2003, va denunciar davant la justícia que després de la seva detenció a Intxaurrondo va ser objecte de tortures i tracte vexatori. La seva denúncia va ser arxivada l'any 2004, i Otamendi i altres membres d'Egunkaria van recórrer davant el Tribunal Constitucional. Finalment, el Tribunal Europeu de Drets Humans va condemnar l'any 2012 l'Estat espanyol al pagament de 24000 euros a Martxelo Otamendi per no haver investigat de manera efectiva la denúncia.
Les denúncies de tortures van portar al Ministeri de l'Interior a querellar-se contra Otamendi i altres directius d'Egunkaria al març de 2003 per denúncies falses, calúmnia i injúries. Ángel Acebes, llavors Ministre de l'Interior, va afirmar a més que la pràctica de denunciar tortures formava part d'una estratègia recomanada per ETA a tots els detinguts de l'organització, acusació que va incorporar a la denúncia com un possible delicte de col·laboració amb banda armada. Des de diversos mitjans i l'aparell etarra es va reconèixer anys després que moltes d'aquestes denúncies eren falses, i segons informació confiscada a l'adreça de la banda, formaven part d'una estratègia per desacreditar a la policia espanyola i crear tensions entre els partits democràtics. Aquesta estratègia incloïa la denúncia sistemàtica de tortures i fins i tot l'autolesió com a mesures de pressió.

### El GAL, Lasa i Zabala
Els GAL (Grups Antiterroristes d'Alliberament) van sorgir l'any 1983 com a agrupació parapolicial que va practicar terrorisme d'Estat o «guerra bruta» contra ETA i el seu entorn. Entre aquest any i 1987 van cometre 27 assassinats i diversos segrestos. El segrest i posterior assassinat de José Antonio Lasa i José Ignacio Zabala a l'octubre de 1983 i el segrest de Segon Marey poc temps després van marcar l'inici de la seva activitat.
La vinculació dels GAL a la caserna d'Intxaurrondo va venir afavorida per Enrique Rodríguez Galindo, que va ser comandant de l'aquarterament entre 1980 i 1995, en què va ascendir a general i va ser destinat com a assessor del director general de la Guàrdia Civil en assumptes de terrorisme.
Lasa i Zabala, dos membres d'ETA, van ser detinguts el 15 d'octubre de 1983 a Baiona (País Basc Francès), on havien fugit, per membres dels GAL i van aparèixer en una fossa comuna a Busot (Alacant) dos anys més tard. A l'abril de 2000 l'Audiència Nacional va condemnar per aquest crim a 75 anys de presó a Enrique Rodríguez Galindo, a 69 anys a Àngel Vaquer, tinent coronel del lloc d'Intxaurrondo, i a 67 anys als agents Enrique Daurat i Felipe Bayo, també destinats en la caserna, i autors materials de l'assassinat. Galindo compliria només 4 anys de condemna, després de passar a tercer grau penitenciari el 2004, malgrat no haver complert la meitat de la condemna. La sentència va provar que Lasa i Zabala van ser retinguts a Intxaurrondo abans de ser traslladats al Palacio de la Cumbre, residència del governador civil Julen Elgorriaga, on van ser torturats.